# 朱代卡運河

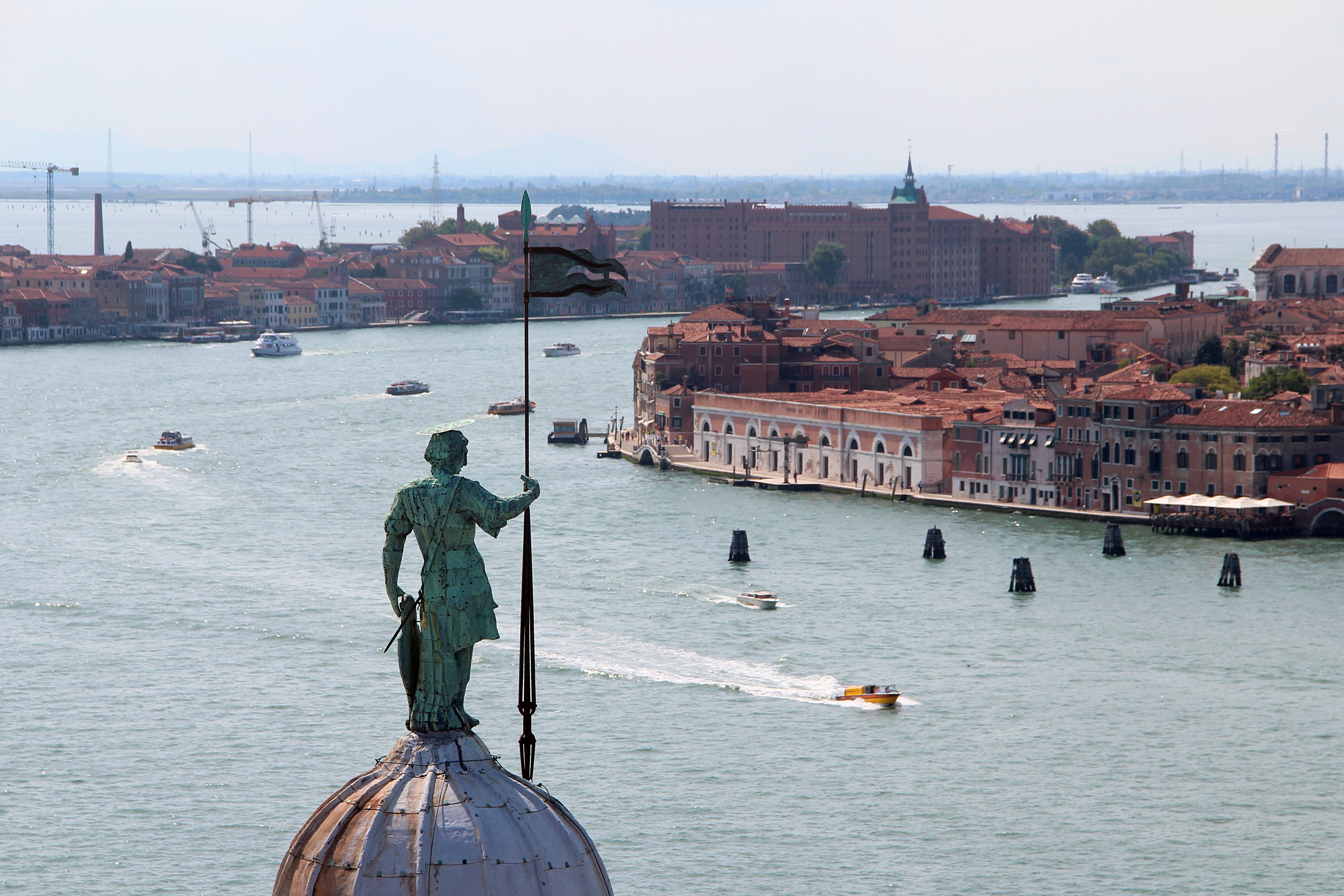
中间的水道是朱代卡運河

朱代卡運河（Giudecca Canal）是義大利城市威尼斯的一條水道。朱代卡運河是威尼斯的主要運河之一，將多爾索杜羅區一分為二，分為朱代卡島、薩卡菲索拉島兩個部分。運河的沿岸有眾多威尼斯著名地標，運河的沿岸有眾多威尼斯著名地標，如位於朱代卡運河和大運河交匯處的安康聖母聖殿。
45°25′37″N 12°19′48″E / 45.42694°N 12.33000°E